# Розанов, Сергей Григорьевич
Серге́й Григо́рьевич Ро́занов (17 [29] сентября 1894, Москва — 9 января 1957, там же) — русский советский детский писатель, прозаик и драматург, театральный режиссёр.
Брат писателя Михаила Григорьевича Розанова, известного под литературным псевдонимом Н. Огнёв.

## Биография
Обучался на медицинском факультете Московского университета. В начале Первой мировой войны прервал обучение — работал во фронтовом госпитале, а в 1918 году добровольцем вступил в Красную Армию.
После демобилизации много работал с детьми — участвовал в организации пионерских лагерей, руководил детской художественной самодеятельностью, совместно с Н. И. Сац организовал школу эстетического воспитания детей, а чуть позже и Московский театр для детей (в нём работал режиссёром). Позднее являлся художественным руководителем ряда театров.
В 1924 году режиссировал первый советский спектакль Московского театра для детей «Будь готов», в котором поставил ещё несколько спектаклей: «Комедия о Робине Гуде» (Заяицкий), «Кто во что горазд» (Огнёв), и другие. В соавторстве с Н. И. Сац написал пьесу «Негритёнок и обезьяна» (1927) (пьеса была поставлена вначале в Московском театре для детей, а затем и во многих ТЮЗах страны и за рубежом). В 1928—1930 годах работал художественным руководителем Второго Белорусского театра. Во время Великой Отечественной войны писал тексты для «Окон ТАСС».
Всесоюзную известность ему принесла повесть «Приключения Травки» (1928, 1951), в которой с необычайной теплотой и искренностью описано открытие мира дошкольником.
Похоронен на Новодевичьем кладбище.

## Семья
- Первая жена — режиссёр Наталия Ильинична Сац.
  - Сын — Адриан Сергеевич Розанов (1923—1996), журналист, поэт, писатель.
- Вторая жена — Александра Иосифовна Гроссман (в замужестве Розанова, 1904—1986), руководительница драмкружка Дома пионеров Фрунзенского района Москвы.
  - Дочь — Лилиана Сергеевна Розанова, биолог, поэтесса, писательница.

### Циклы произведений
- Приключения Травки (1928)
- Алюта — воздушный слоненок (1936)

### Повести
- Игуша (1925)
- Гришутка из далёкого леса (1926)
- Приключения Травки (1928), не менее 17 прижизненных изданий.
- Алюта — воздушный слонёнок (1936)
- Беспокойный характер (Уфа, 1942) — повесть в новеллах
- Изумрудные берега (Уфа, 1942) — повесть в письмах

### Рассказы
- Суп (1931)

### Пьесы
- «Будь готов!» (1925) — сценарий игры-спектакля
- Хрономобиль профессора Иванова (1927)
- Ванин детский сад. Пьеска для детей. (М., 1928)
- Негритенок и обезьяна (1930) — для детей (в соавторстве с Наталией Сац)
- Цех молодости (1931)
- Бой начался (1934)
- Электричество (1934)
- В первый раз на земле (1935) — синтетическое представление в двух частях с интермедиями
- Необыкновенное представление о приключениях Травки, о его папе, маме, о Солнечке, уборщице Марье Петровне и о многих других людях, вещах, событиях (1936)
- «Спасибо» (1937)
- Баба-яга — костяная нога (1938)
- Путешествие Кати-малолетки по большой карте пятилетки (1939)
- Сказки нашей жизни (1939)

### Статьи
- Театр в школе (1925)
- Как ставить «Коньки» в театральном кружке (1939)
- Хороший, весёлый спектакль («Соломенная шляпка» в театре им. Вахтангова) (1939)

### Очерки
- Комсомольцы Трёхгорки (1943)
- Фрезеровщик Рябин (1944)
- Водители подземных поездов (М., 1945)

### Прочие произведения
- Пять лет работы // Соавтор: Наталия Сац (1925)
- Театр для детей // Соавтор: Наталия Сац (1925)
- Театральная работа в школе II-ой ступени // Соавтор: Николай Огнёв (1925)[1].